# Martha Peake
Martha Peake è un romanzo di Patrick McGrath ambientato tra Londra e la Nuova Inghilterra negli anni della Rivoluzione Americana.

## Trama
Nella tetra villa di Drogo Hall, separata da Londra da un palude, Ambrose vive una vecchiaia solitaria; la residenza è stata ereditata dallo zio che prima di morire aveva raccontato ad Ambrose le vicende che avevano portato la giovane Martha Peake a fuggire dalla follia del padre Harry.
Durante il racconto dello zio, durato alcuni giorni, l'allora giovane Ambrose aveva anche avuto modo di vedere un rinsavito Harry Peake segretamente ospitato a Drogo Hall.
Tra febbri malariche e momenti di relativa lucidità Ambrose immagina i dettagli della vita di Martha che lo zio aveva solamente tratteggiato. Dall'infanzia senza madre, con un padre distrutto nel fisico e nella mente e ridotto ad un fenomeno da baraccone, alla fuga in America dove Martha sarebbe divenuta la prima eroina dell'indipendenza americana.

## Tecnica narrativa
Narrato in prima persona dall‘anziano Ambrose, ripercorre i fatti che gli fecero conoscere anni prima la storia di una ragazza morta prima che lui fosse nato. A capitoli alterni si viene a conoscere la vita (ampiamente immaginata da Ambrose) di Martha Peake, l'eroina del romanzo.
Le atmosfere da romanzo gotico innestate in un contesto di pazzia, deformità e disperazione sono caratteristiche dell'autore inglese anche se il libro può essere ascritto al genere del romanzo storico.